# 1937年全仏選手権 (テニス)
1937年 全仏選手権（1937ねんぜんふつせんしゅけん、Internationaux de France de Roland-Garros 1937）に関する記事。フランス・パリにある「スタッド・ローラン・ギャロス」にて開催。

## 大会の流れ
- 男子シングルスは「89名」の選手による7回戦制で、女子シングルスは「45名」の選手による6回戦制で行われた。男子は39名、女子は19名の選手に「1回戦不戦勝」（抽選表では“Bye”と表示）があった。
- シード選手は男子16名、女子8名。シード選手でも、1回戦から出場した人と、2回戦から登場した人がいる。2回戦から登場した選手が初戦敗退の場合は「2回戦＝初戦」と表記する。

## シード選手

### 男子シングルス
1. ヘンリー・オースチン　（準優勝）
2. ベルナール・デストレモー　（ベスト4）
3. ヘンナー・ヘンケル　（初優勝）
4. ゲオルグ・フォン・メタクサ　（3回戦）
5. ジョルジオ・デ・ステファーニ　（3回戦）
6. ポール・フェレー　（4回戦）
7. ヨーゼフ・カシュカ　（3回戦）
8. チャールズ・ハリス　（3回戦）
9. アンドレ・メルリン　（4回戦）
10. 許承基　（3回戦）
11. ジョージ・ヒューズ　（ベスト8）
12. フランティシェク・チェイナー　（ベスト8）
13. バーノン・カービー　（3回戦）
14. マルセル・ベルナール　（3回戦）
15. アダム・バヴォロフスキ　（4回戦）
16. ヨーゼフ・ヘブダ　（3回戦）

### 女子シングルス
1. ヒルデ・スパーリング　（優勝、大会3連覇）
2. シモーヌ・マチュー　（準優勝）
3. ヘレン・ジェイコブス　（ベスト8）
4. マーガレット・スクリブン　（ベスト8）
5. リリ・デ・アルバレス　（ベスト4）
6. ヤドヴィガ・イェンジェヨフスカ　（ベスト4）
7. メアリー・ハードウィック　（3回戦）
8. シルビ・アンロタン　（ベスト8）

## 大会経過

### 男子シングルス
準々決勝
- ヘンリー・オースチン vs.  イボン・ペトラ　6-4, 6-2, 6-1
- クリスチャン・ボッサス vs.  フランティシェク・チェイナー　6-2, 6-2, 6-1
- ヘンナー・ヘンケル vs.  ジョージ・ヒューズ　6-3, 6-4, 6-2
- ベルナール・デストレモー vs.  チャールズ・ヘア　11-9, 4-6, 7-9, 7-5, 7-5

準決勝
- ヘンリー・オースチン vs.  クリスチャン・ボッサス　7-5, 6-2, 1-6, 6-3
- ヘンナー・ヘンケル vs.  ベルナール・デストレモー　6-1, 6-4, 6-3

### 女子シングルス
準々決勝
- ヒルデ・スパーリング vs.  シルビ・アンロタン　6-4, 6-1
- リリ・デ・アルバレス vs.  マーガレット・スクリブン　6-2, 1-6, 6-2
- ヤドヴィガ・イェンジェヨフスカ vs.  ヘレン・ジェイコブス　6-3, 6-4
- シモーヌ・マチュー vs.  マリー・ホーン　11-9, 7-5

準決勝
- ヒルデ・スパーリング vs.  リリ・デ・アルバレス　6-1, 6-1
- シモーヌ・マチュー vs.  ヤドヴィガ・イェンジェヨフスカ　7-5, 7-5

## 決勝戦の結果
- 男子シングルス： ヘンナー・ヘンケル vs.  ヘンリー・オースチン　6-1, 6-4, 6-3
- 女子シングルス： ヒルデ・スパーリング vs.  シモーヌ・マチュー　6-2, 6-4
- 男子ダブルス： ゴットフリート・フォン・クラム＆ ヘンナー・ヘンケル vs.  ノーマン・ファーカーソン＆ バーノン・カービー　6-4, 7-5, 3-6, 6-1
- 女子ダブルス： シモーヌ・マチュー＆ ビリー・ヨーク vs.  ドロシー・アンドルース＆ シルビ・アンロタン　3-6, 6-2, 6-2
- 混合ダブルス： イボン・ペトラ＆ シモーヌ・マチュー vs.  ローラン・ジョルヌ＆ マリー・ホーン　7-5, 7-5